# Galion
Galion è un comune degli Stati Uniti d'America, situato nello stato dell'Ohio, diviso tra la contea di Crawford, la contea di Richland e la contea di Morrow.